# Bijugis raiblensis
Bijugis raiblensis är en fjärilsart som beskrevs av Mann 1870. Bijugis raiblensis ingår i släktet Bijugis och familjen säckspinnare. Inga underarter finns listade i Catalogue of Life.